# マイケル・ブルース・ドンリー
マイケル・ブルース・ドンリー（英語：Michael Bruce Donley、1952年10月4日 - ）は、アメリカ合衆国の政治家、軍人。2008年6月から2013年6月まで空軍長官を務めた。30年以上に渡って国家安全保障に携わった経歴を持つ。連邦上院職員・ホワイトハウス職員・国防総省職員としての勤務経験を有し、国防長官府では総務管理本部長を務めた。

## 経歴
1952年10月4日にカリフォルニア州ノバトに誕生する。1972年から1975年までアメリカ陸軍で活動した。1972年にアメリカ陸軍諜報学校・1973年にアメリカ国防総省語学学校・1974年にアメリカ陸軍空挺学校に所属した。ドンリーはアメリカ軍第18空挺軍団と第5特殊部隊群で勤務した。
陸軍を離れた後、南カリフォルニア大学で国際関係論を学び、1977年に学士号・1978年に修士号を取得した。またハーバード大学で国家安全保障の上級管理者プログラムに参加した。

### 公職
1978年から1979年の途中までヘリテージ財団の月刊誌『ナショナル・セキュリティ・レコード』編集長を務めた。1979年から1981年にかけてはアメリカ合衆国上院議会補佐官・1981年から1984年にかけて上院軍事委員会専門職員を務めた。
1984年から1989年にかけて国家安全保障会議で防衛プログラム部長及び事務次長を務めた。彼は事務次長としてホワイトハウス危機管理室を監督し、危機管理の手順と政府存続計画に関する省庁間委員会を司った。また防衛プログラム部長としては国家安全保障会議の代表として防衛資源委員会に出席した。またアメリカ統合参謀本部の大統領主宰四半期会議にも調整役として参加した。ドンリーはパッカード委員会の立案構築に関与し、ゴールドウォーター＝ニコルズ法についての政策をホワイトハウス内部で調整した。ロナルド・レーガン政権2期目では国家安全保障戦略の起草を行った。
1989年12月にジョージ・H・W・ブッシュ政権において財務会計担当の空軍次官補に任命された。ドンリーはアメリカ空軍の予算の作成について責任を負い、兵器システムに対する費用の見積もり・経済分析・アメリカ空軍職員に対する金融サービスの提供などを行った。ドンリーは1993年1月まで空軍次官補、同年1月から7月までの7ヶ月間に空軍長官代行を務めた。
空軍を離れた後は国防分析研究所に上級研究員として加わった。ドンリーは1996年まで国防分析研究所に所属し、続いてサイエンス・アプリケーションズ・インターナショナル社の子会社ヒックス・アンド・アソシエイツに上級副社長として参加した。この間国務省でボスニア・ヘルツェゴビナ担当の特別顧問も務めた。
2005年5月9日にドナルド・ラムズフェルド国防長官より総務管理本部長に任命された。彼は国防総省本部庁舎であるペンタゴンに勤務する職員1300人に対する管理業務や支援業務を監督した他、ペンタゴン改築計画の予算55億ドルに対する責任も持った。

### 空軍長官

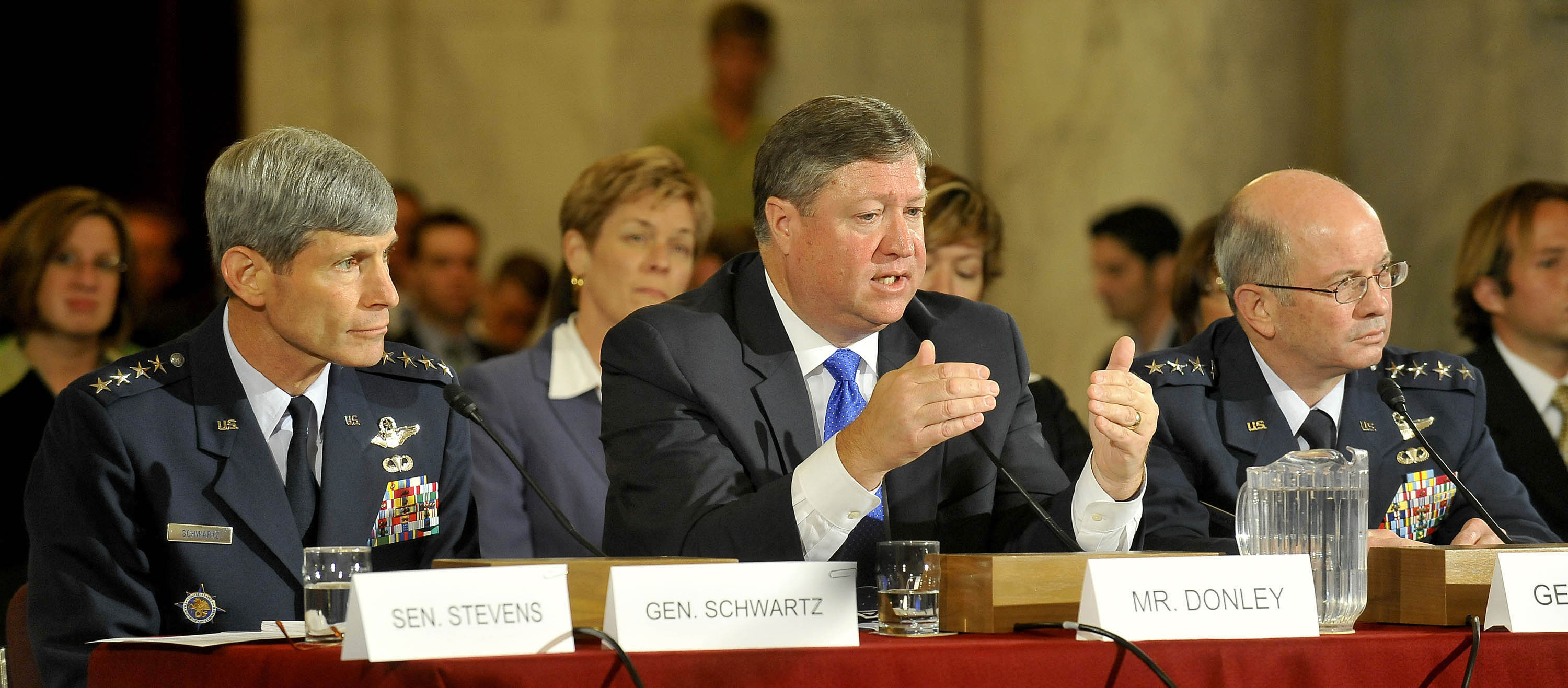
連邦上院の指名承認公聴会で質疑に応じるドンリー（中央）

2008年6月9日にロバート・ゲーツ国防長官は、ジョージ・W・ブッシュ大統領に対してドンリーを空軍長官に推薦し、ゲーツはドンリーが空軍長官代行に任命されたことを発表した。その後連邦上院は2008年10月2日にドンリーを空軍長官として承認した。
ドンリーは空軍長官として、空軍省の人員の組織・訓練及び福利厚生の準備・提供について責任を持った。その対象は現役の空軍軍人30万人超・空軍州兵及び空軍予備役軍団18万人・文官16万人・空軍関係者全ての家族であり、空軍の年間予算1100億ドルについても監督した。
2009年4月13日にドンリーはノートン・シュワルツ空軍参謀総長と共にワシントン・ポスト紙に意見記事を掲載した。この記事において2人はF-22型戦闘機の生産中止を決定したゲーツ国防長官への支持を表明した。ドンリーは「戦闘機の在庫需要は減少し、F-22の運用費用は増大している」と明言した。